# Скворцов, Александр Егорович
Александр Егорович Скворцов (15 мая 1919, Пробожье Поле, Курская губерния — 16 апреля 1976, Семилуки, Воронежская область) — советский военнослужащий, участник Великой Отечественной войны, Герой Советского Союза, командир танка «Т-34» 254-го танкового батальона 50-й танковой бригады 3-го танкового корпуса Юго-Западного фронта, старший лейтенант.

## Биография
Родился 15 мая 1919 года в селе Пробожье Поле (ныне — Дмитриевского района Курской области) в крестьянской семье. Окончил 7 классов. Работал автомехаником.
В Красной Армии с 1937 года. В 1939 году окончил автотракторное училище. Участник освободительного похода советских войск в Западную Белоруссию 1939 года. На фронте в Великую Отечественную войну с июня 1941 года.
Командир танка «Т-34» 254-го танкового батальона комсомолец старший лейтенант Александр Скворцов в течение восьми часов 24 февраля 1943 года вёл бой в районе села Очеретино (посёлок городского типа в Александровском районе Донецкой области Украины). Огнём из неподвижного танка вверенный офицеру-танкисту экипаж уничтожил восемь вражеских танков, противотанковое орудие, семь автомашин и до двух рот противников. Когда боезапас был израсходован, командир танка А. Е. Скворцов снял с боевой машины пулемёты, подорвал её и с боем вывел экипаж из окружения.
Указом Президиума Верховного Совета СССР «О присвоении звания Героя Советского Союза начальствующему и рядовому составу Красной Армии» от 17 апреля 1943 года за «образцовое выполнение боевых заданий командования на фронте борьбы с немецкими захватчиками и проявленные при этом отвагу и геройство» удостоен звания Героя Советского Союза с вручением ордена Ленина и медали «Золотая Звезда».
С 1946 года майор А. Е. Скворцов — в запасе. Жил в селе Поповкино Дмитриевского района Курской области, затем — в Семилуках. Скончался 16 апреля 1976 года. Похоронен в городе Семилуки Воронежской области.
Награждён орденом Ленина, орденами Красного Знамени, Отечественной войны 1-й степени, Красной Звезды, медалями.

## Память
В Семилуках в память о Герое установлена Мемориальная доска.